# Абельская волость
Абельская волость (латыш. Ābeļu pagasts) — одна из двадцати пяти территориальных единиц Екабпилсского края Латвии. Граничит с Дигнайской, Салской, Кукской, Випской и Калнской волостями своего края,  Туркской волостью Ливанского края и городом Екабпилс.
Крупнейшими населёнными пунктами волости являются: Броди (волостной центр), Абели, Кейкани, Лаши, Нагли, Рубулькалнс, Салдес, Силюкалнс, Веселиба.
По территории волости протекают реки Даугава, Пелите, Зиемельсусея.
В числе местных достопримечательностей обычно называются Каупресский курган и омываемый водами Даугавы остров Абельсала.

## История
В XIX веке на левом берегу Даугавы, вблизи города Якобштадта (Екабпилса) была образована Салская волость, в середине 1920-х годов переименованная в Абельскую. В 1935 году её площадь составляла 199 км², с населением 2532 жителя, что в два с половиной раза выше сегодняшних показателей.
В 1945 году были созданы Абельский, Эзерский и Салский сельские советы. После упразднения Абельской волости в 1949 году Абельский сельсовет вошёл в состав Екабпилсского района. В 1954 году к Абельскому сельсовету была присоединена территория колхоза «Падомью Дзимтене» Дрегского сельсовета и в 1977 году часть территории Калнского сельсовета.
В 1990 году Абельский сельсовет был реорганизован в волость. В 2009 году, по окончании латвийской административно-территориальной реформы, Абельская волость вошла в состав Екабпилсского края.

## Известные люди
- Янис Акуратерс (1876—1937) — латвийский писатель, идейный вдохновитель и один из организаторов создания Латвийского национального театра.